# Raiffeisenbank Baisweil-Eggenthal-Friesenried
Die Raiffeisenbank Baisweil-Eggenthal-Friesenried eG ist eine Genossenschaftsbank mit Sitz in der bayerischen Gemeinde Eggenthal im Landkreis Ostallgäu.

## Geschichte
Gegründet wurde das Geldinstitut am 21. September 1903 als Darlehenskassenverein Eggenthal von 46 Bürgern auf Veranlassung des damaligen Bürgermeisters Franz Sales Schmid. Auch andere Darlehenskassenvereine entstanden in dem Jahr, wie in Friesenried durch 29 Bürger, veranlasst vom Pfarrer Jakob Neubrand, aber auch in Blöcktach. 1909 und 1911 folgten ähnlichen Gründungen in Baisweil und Lauchdorf.
Ab den 1960er Jahren schlossen sich die regionalen Raiffeisenkassen zusammen. So entstand im Jahr 1967 aus den Raiffeisenkassen Blöcktach und Friesenried die Raiffeisenkasse Friesenried-Blöcktach eGmbH. 1969 folgten die Raiffeisenkassen Lauchdorf und Baisweil, die sich zur Raiffeisenbank Baisweil-Lauchdorf eGmbH zusammenschlossen. In den 1980er Jahren fanden noch einmal solche Zusammenschlüsse statt. Im Jahr 1981 fusionierten die Raiffeisenbank Eggenthal eG mit der Raiffeisenbank Baisweil-Lauchdorf eG zur Raiffeisenbank Baisweil-Eggenthal eG und 1988 folgte die Fusion der Raiffeisenbank Friesenried-Blöcktach eG mit der Raiffeisenbank Baisweil-Eggenthal eG zur heutigen Raiffeisenbank Baisweil-Eggenthal-Friesenried eG. Damit war die Entstehung der heutigen Genossenschaftsbank abgeschlossen.

## Rechtsverhältnisse
Die Raiffeisenbank Baisweil-Eggenthal-Friesenried eG ist im Genossenschaftsregister beim Amtsgericht Kempten (Allgäu) unter GnR 149 eingetragen.

## Organisationsstruktur
Rechtsgrundlagen sind das Genossenschaftsgesetz und die durch die Generalversammlung beschlossene Satzung. Organe der Bank sind der Vorstand, der Aufsichtsrat und die Generalversammlung.

## Sicherungseinrichtung
Die Raiffeisenbank Baisweil-Eggenthal-Friesenried eG ist der amtlich anerkannten Sicherungseinrichtung des Bundesverbandes der Deutschen Volksbanken und Raiffeisenbanken GmbH und der zusätzlichen freiwilligen Sicherungseinrichtung des Bundesverbandes der Deutschen Volksbanken und Raiffeisenbanken e.V. angeschlossen.

## Geschäftsausrichtung
Die Raiffeisenbank Baisweil-Eggenthal-Friesenried eG betreibt das Universalbankgeschäft. Im Verbundgeschäft arbeitet sie mit der DZ Bank, R+V Versicherung, Bausparkasse Schwäbisch Hall, Teambank, VR Leasing, DZ Hyp und der Union Investment zusammen.

## Geschäftsgebiet
Das Geschäftsgebiet liegt im Nordwesten des Landkreises Ostallgäu.
An diesen Orten betreibt die Bank Filialen:
- Eggenthal (Hauptstelle, jur. Sitz)
- Baisweil (Geschäftsstelle)
- Friesenried (Geschäftsstelle)

Daneben werden zwei Raiffeisenlagerhäuser in Friesenried und Baisweil sowie ein Getränkemarkt in Friesenried betrieben.